# George Wald
George Wald (New York, 1906. november 18. – Cambridge, Massachusetts, 1997. április 12.) amerikai fiziológus, neurobiológus. 1967-ben Ragnar Granittal és Haldan Keffer Hartline-nal megosztva elnyerte az orvostudományi Nobel-díjat a látás élettanát és kémiáját érintő felfedezéseiért.

## Pályája
George Wald 1906. november 18-án született New Yorkban. Szülei európai zsidó bevándorlók voltak; apja, a ruhaiparban dolgozó Isaac Wald az akkor Ausztriához tartozó Przemyśl mellől; anyja, Ernestine Rosenmann egy München melletti faluból érkezett az Egyesült Államokba. Az elemi és középiskolát Brooklynban végezte, 1927-ben pedig BSc diplomát szerzett a New York-i Egyetemen. Ezután a Columbia Egyetemen tanult zoológiát, itt is doktorált 1932-ben. Fia, Elijah állítása szerint doktori diplomáját soha nem kapta kézhez, mert nem adta be tézisét az előírás szerinti 200 példányban.
PhD fokozatának megszerzése után a Nemzeti Kutatási Tanács ösztöndíjával Németországba utazott, kezdetben Berlinbe, a Nobel-díjas Otto Warburg laboratóriumába. Itt felfedezte, hogy a retinában A-vitamin található, melynek szerkezetét nem sokkal korábban tisztázta a zürichi Paul Karrer (aki néhány évvel később szintén kémiai Nobel-díjat kapott). Wald ezért Karrerhez utazott, hogy befejezze a vitamin analízisét, utána pedig egy ideig a heidelbergi Kaiser Wilhelm Intézetben, Otto Meyerhofnál dolgozott. Miután 1933-ban Hitler hatalomra jutott és elkezdődött a zsidóüldözés, Wald visszatért az Egyesült Államokba. Egy ideig a Chicagói Egyetem munkatársa volt, 1934-től pedig a Harvard Egyetemen kapott biokémiai előadói állást, ahol aztán egész aktív életét, 43 évet töltött. 1944-ben docenssé, 1948-ban professzorrá nevezték ki.

## Kutatásai
Wald mutatta ki, hogy a retinában A-vitamin található. Később felfedezte, hogy a látópigment, a rodopszin fény hatására az opszin nevű fehérjére és A-vitaminra bomlik szét. Az 1950-es években Wald és munkatársai a retina pigmentjeinek fényelnyelését vizsgálták különböző hullámhosszakon és ezzel kimutatta, hogy milyen hullámhossz-tartományra leginkább érzékeny a szem. Megállapította, hogy a retinában három sejttípus található, melyek a három alapszínre reagálnak. Később mikrospektrofotometria segítségével külön megmérték a csapok és pálcikák érzékenységét a különböző színű fényre.

## Díjai
George Wald a látás élettanát illető kutatásaiért 1967-ben (Ragnar Granittal és Haldan Keffer Hartline-nal együtt) orvostudományi Nobel-díjban részesült. Ezenkívül 1939-ben megkapta a biokémiai alapkutatásért adott Eli Lilly-díjat, 1953-ban az Albert Lasker-díjat , 1955-ben a Proctor-érmet, 1959-ben az Amerikai Művészeti és Tudományos Akadémia Rumford-érmét, 1966-ban az Amerikai Optikai Társaság Ives-érmét, 1967-ben (feleségével együtt) a Zürichi Egyetem Paul Karrer-érmét. 1950-ben tagjává választotta az Amerikai Tudományos Akadémia, 1958-ban pedig az Amerikai Filozófiai Társaság. Díszdoktorátust adományozott neki a Berni Egyetem (1957), a Yale Egyetem (1958), a Wesleyan Egyetem (1962), a New York-i Egyetem (1965), a McGill Egyetem (1966) és a Clark Egyetem (1968).

## Nézetei
Wald fellépett a vietnámi háború ellen, egy 1969-es beszédében "az amerikai történelem egyik legszégyenteljesebb fejezetének" nevezte. Felemelte szavát a fegyverkezési verseny ellen és 1977-es szakmai visszavonulása után sokat utazott a béke és az emberi jogok érdekében. Az 1980-as iráni túszdráma idején illegálisan az országba utazott. Szerepelt Nixon elnök "ellenséglistáján" és tiltakozói akciói során többször letartóztatták.
Az ateista George Wald 1954-ben így írt: "Az élet eredetét illetően csak két lehetőség van, teremtés vagy spontán képződés. Nincs harmadik lehetőség. A spontán képződést száz évvel ezelőtt megcáfolták, ami csakis egy konklúzióhoz, a természetfölötti teremtéshez vezet. Ezt elvi alapon nem fogadhatjuk el; ennélfogva hisszük a lehetetlent: hogy az élet magától, véletlenül alakult ki". Wald az 1980-as évektől egyfajta deista filozófiát hirdetett.

## Családja
George Wald 1931-ben Frances Kingsley-vel kötött házasságot, ami később válással végződött. 1958-ban feleségül vette munkatársát, a biokémikus Ruth Hubbardot. Waldnak négy gyermeke született, három fiú (Michael, David és Elijah) és egy lány, Deborah Wald.
George Wald 1997. április 12-én halt meg, 90 éves korában.